# Szöul tömegközlekedése
Szöulban a modern értelemben vett tömegközlekedés 1899-ben indult meg az első villamosvonal kiépítésével. Ezt követte az első taxik megjelenése az 1900-as évek elején, majd a 20-as évek végén megjelentek az autóbuszok is. Az első metrót 1974-ben nyitották meg, azóta már 22 vonalra bővült a hálózat, mely a világ egyik leghosszabbja is egyben. A légi közlekedést az incshoni (incheoni) nemzetközi repülőtér és a kimphói (gimpói) nemzetközi repülőtér szolgálja ki, melyeket elővárosi vasúttal és metróval is meg lehet közelíteni. Szöul a vasútközlekedés egyik forgalmas csomópontja is egyben. A városban vonaljegyeken túl T-Money elektronikus kártyával is lehet használni a tömegközlekedési hálózatokat. A szöuli tömegközlekedési jegyrendszert a világ legjobbjának nevezték meg 2015-ben. 2017-ben naponta 7,8 millió utas használta a metrót, a buszok pedig 4,2 millió embert szállítottak.

## Története

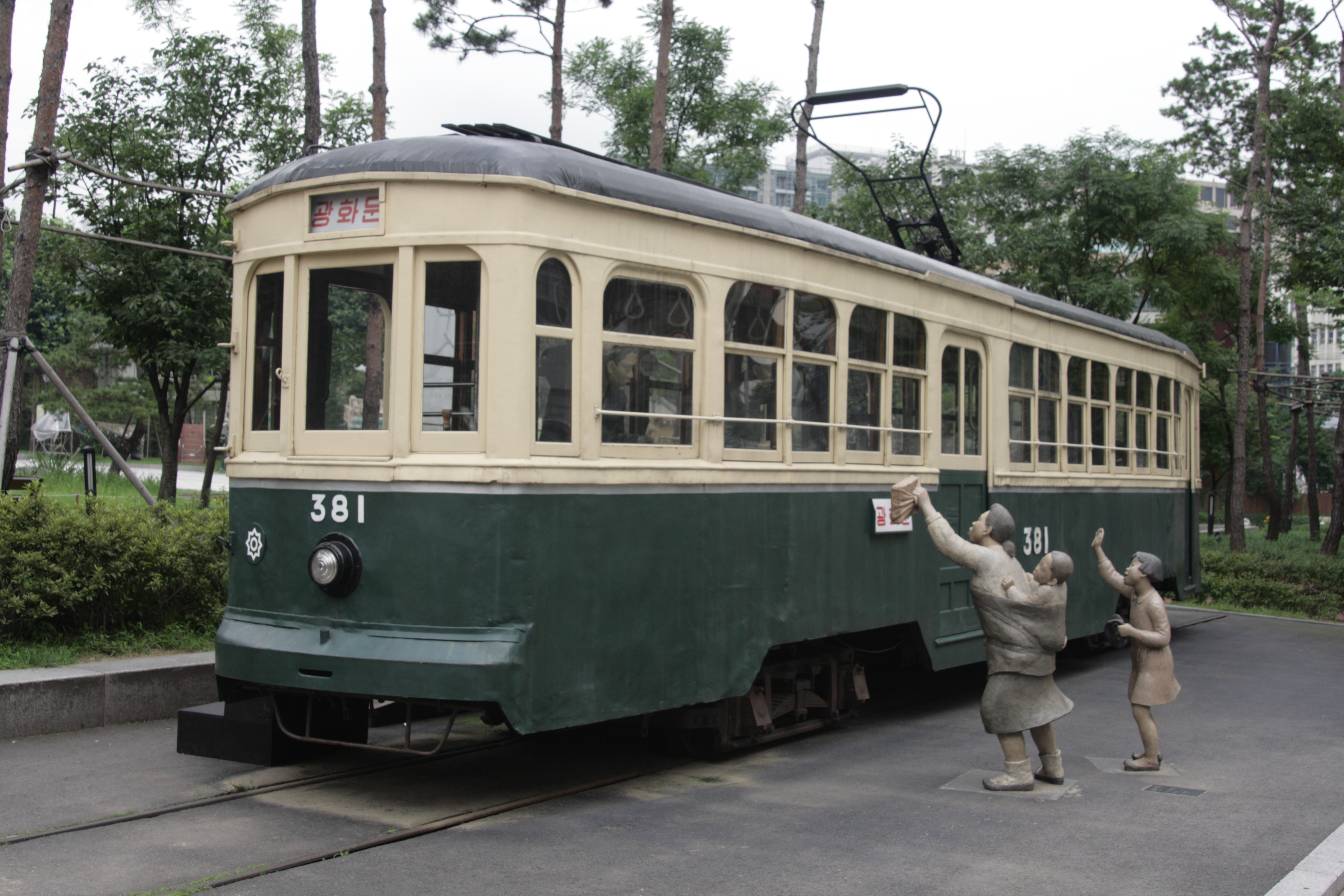
Régi villamoskocsi a Szöuli Történeti Múzeum előtt

1899-ben megindult a villamosközlekedés, Szöul lett a második ilyen kelet-ázsiai város. 1910-ben 37, 1935-ben már 154 villamos közlekedett. A város a koreai háborút követően növekedésnek indult, az igényeket a villamosvonal és az autóbuszok már nem tudták kiszolgálni. 1966-ban fogalmazódott meg először a sínpálya felszedése és egy metróhálózat kiépítése, ám az ötletet akkor nem támogatta a politikusok többsége. Jang Theksik (Yang Taek-sik) polgármester terjesztette elő a metró konkrét tervét, amit az akkori elnök, Pak Csong Hi (Park Chung-hee) először elvetett, majd Korea Japánba delegált nagykövetének, I Hurak (Lee Hoo-rak)nak a közbelépése nyomán mégis elfogadott. A szöuli metróhálózat első vonalának építése így 1971-ben kezdődött meg, japán gazdasági és technikai segítséggel; az 1-es vonalat 1974-ben nyitották meg.
1912-ben jelent meg az első taxivállalat a városban, a buszközlekedés pedig 1928-ban, az első buszokat japán társaság üzemeltette. 1949-ben a koreai kormány engedélyt adott magán busztársaságoknak buszok üzembe állítására. Az 1980-as években építették ki a buszsávokat a városban és 1995 óta légkondicionált buszok közlekednek. Az 1980-as évek óta a kereslet a buszközlekedés iránt csökken, köszönhetően az autók növekvő számának és a metróhálózatnak. 2004-ben átalakították a buszközlekedést, 420 vonalon közlekednek gázüzemű buszok.

## Fizetőeszközök

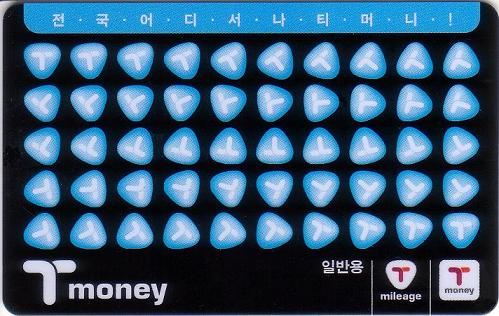
T-Money kártya

A Szöulon belüli tömegközlekedésre vonaljegyen kívül T-money-kártya is használható, mely érvényes a buszokra, a metrókra és a taxikban is. A T-money kártyák újratölthető kártyák, melyekkel olcsóbb az utazás. A kártya Deluxe verziója a megtett kilométerek után pontgyűjtési lehetőséget is kínál. A kártya a metrón kívül más közlekedési eszközökön is felhasználható, például buszokon és taxik esetében is. Szöulon kívül Kjonggi (Gyeonggi) tartományban, Tedzson (Daejeon)ban, Incshon (Incheon)ban, Tegu (Daegu)ban és Puszan (Busan)ban is használható.
A T-Money mellett elérhető az M-PASS kártya is, mely a szöuli 1-9 metróvonalakra, az incshoni (incheoni) metróvonalra, az AREX vonalra, személyvonatokra és a szöuli helyi érdekű vasutakra érvényes (a Sinbundang vonal kivételével). A kártya 20 utazást tesz lehetővé egy nap, 1, 2, 3, 5 és 7 napos verzióban kapható. A kártya T-Money-kompatibilis, így amennyiben megfelelő kredit található rajta, a leutazott 20 utazást követően T-Money-ként funkcionálva lehet tovább használni, akár üzletekben való vásárlásra is.

## Biztonság
A szöuli metró területén kamerarendszer működik, de ezen felül az üzemeltetők számos más eszközzel igyekeznek növelni az utasok biztonságérzetét. Okostelefonokban elérhető NFC-kommunikáció segítségével például lehetséges a taxikból üzenetet küldeni családtag részére, melyben szerepel a taxiba szállás időpontja, helyszíne és a taxi azonosítója. Egy mobilapplikáció segítségével a metró Wi-Fi-hálózatát használva azonnal lehet értesíteni a rendőrséget metrókocsiban történt bűncselekmény esetén.

## Buszhálózat

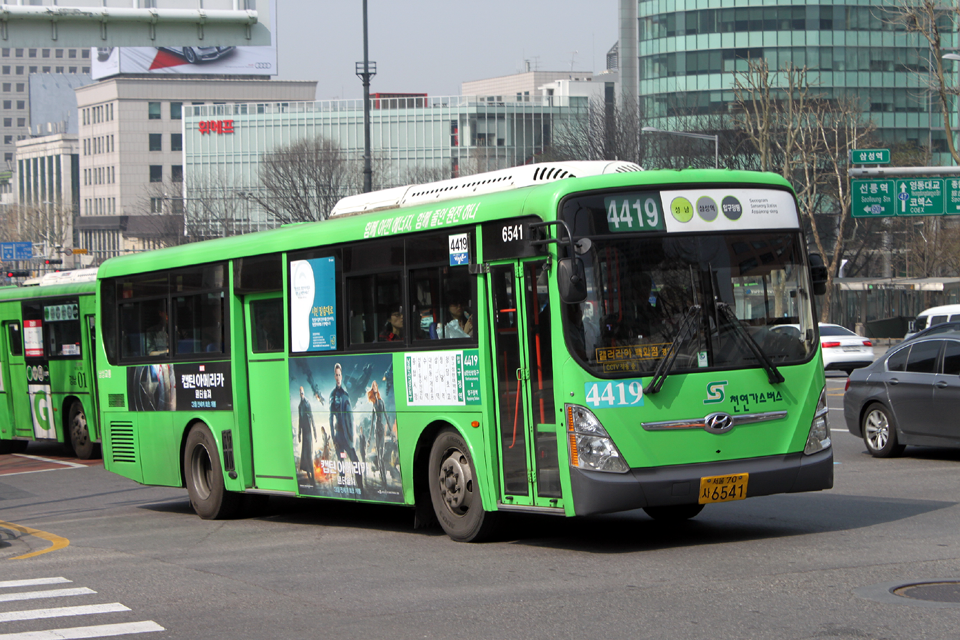
Zöld „gyűjtőbusz” Szöulban

Szöult expressz (koszok (gosok), 고속) és intercity (siö (sioe), 시외) buszjáratok kötik össze a környező városokkal. Ezek általában más-más terminálról indulnak, a csonghap (종합, jonghap) típusú terminálok mindkét típusú buszt indítják. Az expressz járatok csak a célállomáson állnak meg, illetve pihenőhelyeken útközben, valamint az autópályákon közlekednek. Az intercity buszok között is vannak olyanok, amelyek nem állnak meg, csak a célvárosban, ezek a csikheng (직행, jikhaeng) buszok; a hagyományos, több településen is megálló járatok neve ilban (일반). Szöulnak hat nagy buszterminálja van, ezek közül három csonghap (jonghap) (kevert) típusú, kettő expresszterminál, egy pedig intercity terminál.
A Szöulon belüli buszjáratokat szín szerint különböztetik meg. A kék buszok a fő utak mentén közlekednek és hosszabb távolságokat tesznek meg. A zöld buszok rövidebb útvonalakon közlekednek, ezek úgynevezett „gyűjtőbuszok”, a metróhoz és a hosszabb útvonalakon közlekedő buszjáratokhoz viszik az utasokat. A piros buszok expressz járatok, melyek a külvárosba közlekednek. A sárga buszok egy kerületen belüli körjártok. A szöuli utak többségének saját buszsávja van a gyorsabb közlekedés biztosítására. A buszok számozása kerületfüggő.

## Taxi

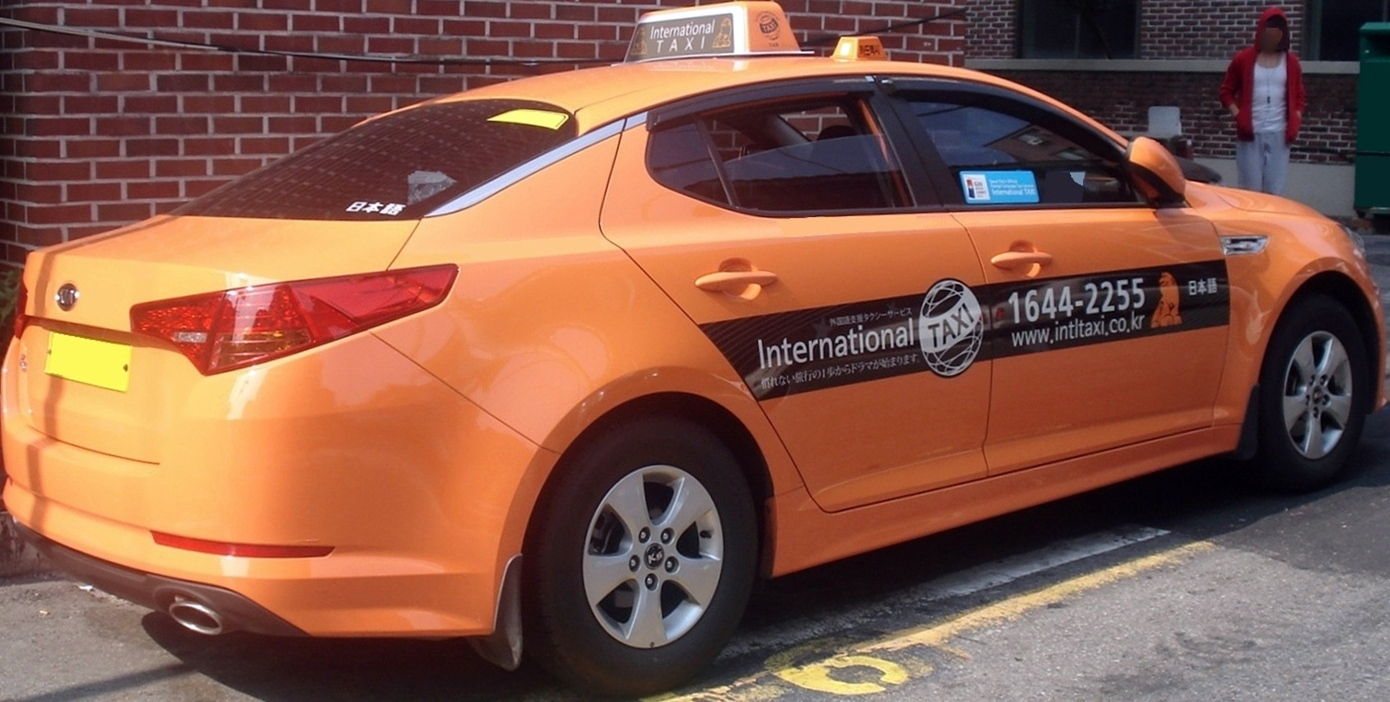
Nemzetközi taxi Szöulban

A szöuli taxik négyféle színűek, a hagyományos taxik fehér, ezüst vagy narancssrága színűek, az úgynevezett nemzetközi taxik narancssárgák, a jumbo és a deluxe taxik feketék. A nemzetközi taxik oldalán international felirat, és Szöul jelképe, a Hecshi (Haechi) figura szerepel. Ezekből a taxikból ingyenesen hívható tolmácsszolgálat, ahol többek között angolul, japánul és kínaiul tudó diszpécserek segítenek kommunikálni a taxisofőrrel. A deluxe taxik ára magasabb, ezek a járművek magasabb színvonalú szolgáltatást biztosítanak, mint a hagyományos taxik. A jumbo feliratú taxik nagyobbak, nyolc utas szállítására alkalmasak. A legális szöuli taxik kizárólag taxiórával mért viteldíjat kérhetnek az utasoktól. A fővárosi taxik nagy részében lehet bankkártyával vagy T-Money-kártyával is fizetni, ezt a lehetőséget a taxik oldalán mindig jelzik.

## Metróhálózat

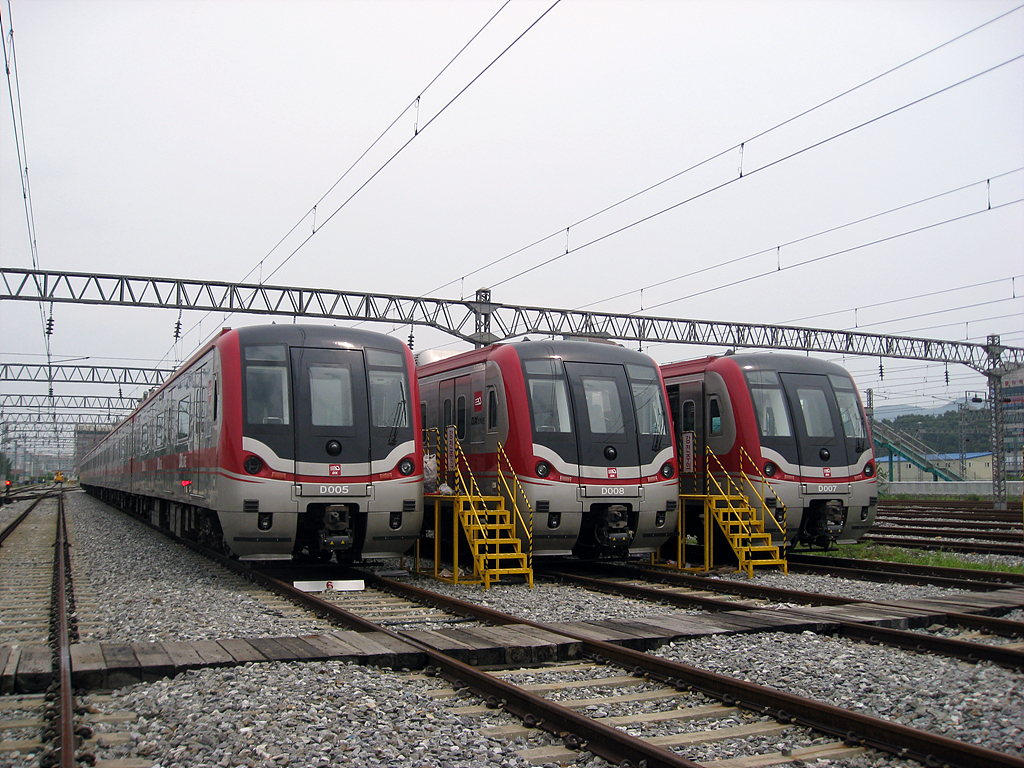
A Sinbundang vonal vezető nélküli automata járművei

Szöul fejlett metróhálózattal rendelkezik, mely minden kerületet összeköt egymással és a környező településekkel. 18 vonallal rendelkezik, melyek összekötik a fővárost Incshon (Incheon)nal és Kjonggi (Gyeonggi) tartománnyal, valamint Dél-Cshungcshong (Chungcheong) és Kangvon (Gangwon) tartományokkal is. Utasforgalma 2012-ben meghaladta a 2619 millió főt, ezzel a tokiói metró után a legforgalmasabbnak számított. A metróvonalakat több különböző társaság üzemelteti, köztük az állami vasút, a Korail is. 2013 decemberéig a világ leghosszabb metróhálózata volt, 537 kilométerrel, ekkor átvette tőle a címet a sanghaji (shanghai-i) metró. A szöuli metró a világ technikailag egyik legfejlettebb hálózata, mely mobiltelefon-vételt és ingyenes Wi-Fi-kapcsolatot is biztosít az utasoknak.
| Szöuli metróvonalak | Szöuli metróvonalak                |
| ------------------- | ---------------------------------- |
|                     | 1-es vonal                         |
|                     | 2-es vonal                         |
|                     | 3-as vonal                         |
|                     | 4-es vonal                         |
|                     | 5-ös vonal                         |
|                     | 6-os vonal                         |
|                     | 7-es vonal                         |
|                     | 8-as vonal                         |
|                     | 9-es vonal                         |
|                     | AREX                               |
|                     | Kjongi–Csungang (Gyeongui–Jungang) |
|                     | Kjongcshun (Gyeongchun) vonal      |
|                     | Szuin–Pundang (Suin–Bundang) vonal |
|                     | Sinbundang vonal                   |
|                     | Incshon (Incheon) 1                |
|                     | Incshon (Incheon) 2                |
|                     | EverLine                           |
|                     | U vonal                            |
|                     | Kjonggang vonal                    |
|                     | Ui LRT                             |
|                     | Szohe (Seohae) vonal               |
|                     | Kimpho Goldline                    |

## Vasúti közlekedés

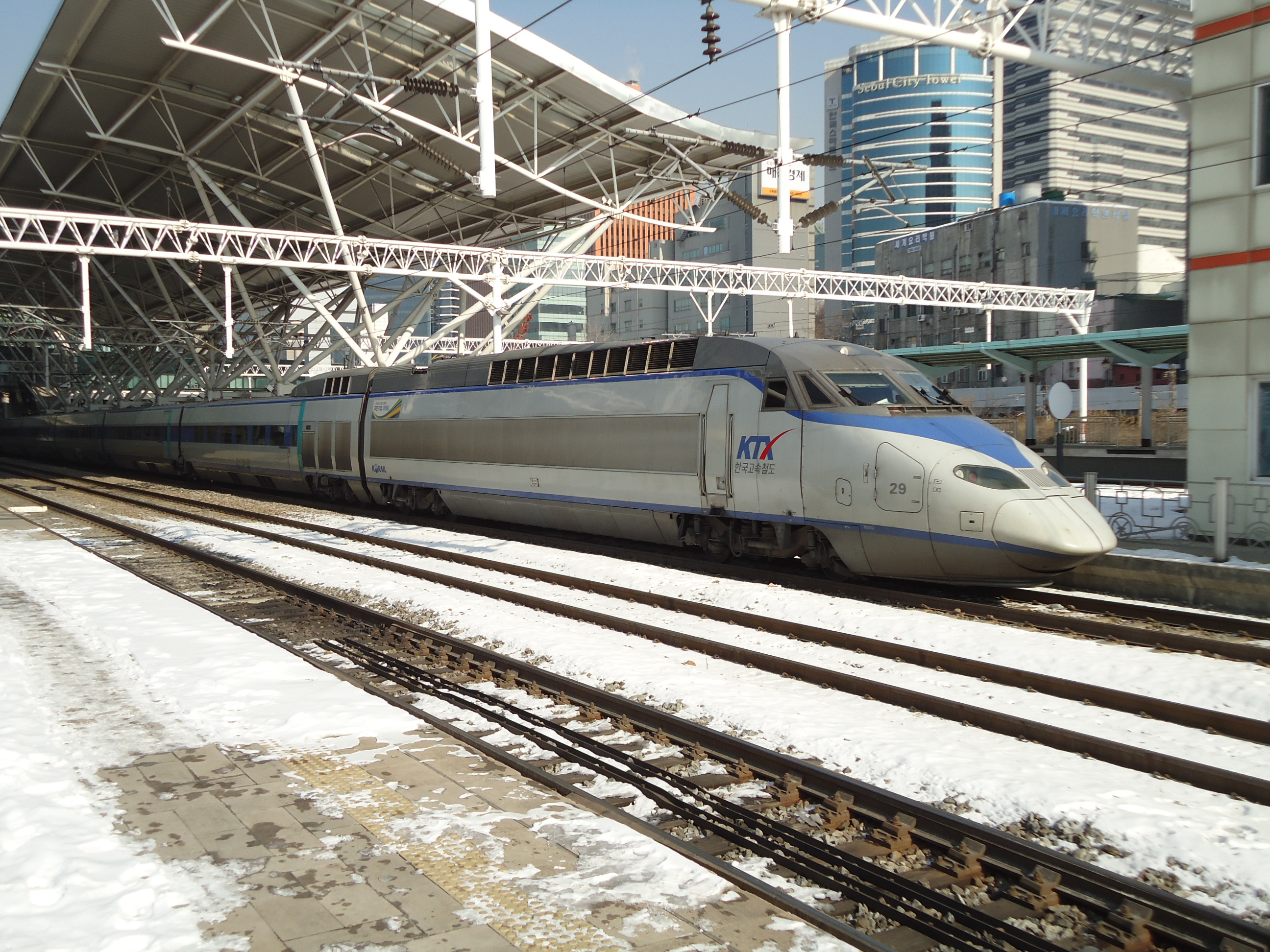
KTX vonat Szöul állomáson

Szöult a főbb városokkal vonatok kötik össze. A legtöbb városba a KTX nagysebességű vonatai is járnak, melyek normál sebessége több mint 300 km/h. A vonatokat a Korail üzemelteti.
A főbb vasútállomások:
- Szöul állomás, Csung-ku (Jung-gu): Kjongbu (Gyeongbu) vonal, Kjongi (Gyeongui) vonal
- Jongszan (Yongsan) állomás, Jongszan-ku (Yongsan-gu): Honam vonal, Csolla/Csanghang (Jeolla/Janghang) vonalak
- Jongdungpho (Yeongdeungpo) állomás, Jongdungpho-ku (Yeongdeungpo-gu): Kjongbu (Gyeongbu)/Honam/Csanghang (Janghang) vonalak
- Cshongnjangni (Cheongnyangni) állomás, Tondemun-ku (Dongdaemun-gu): Kjongcshun (Gyeongchun)/Csungang (Jungang)/Jongdong (Yeongdong)/Thebek (Taebaek) vonalak

## Légi közlekedés
Szöult két nagy repülőtér szolgálja ki: a korábbi a Kimpho (Gimpo) repülőtér (ez eredetileg Kimphóban (Gimpóban) volt, de azt 1963-ban Szöulhoz csatolták), ami az egyetlen repülőtér volt Szöulban a koreai háború alatti felépítése után. Más helyi repülőterek is épültek a háború alatt, ilyen volt például a Joido (Yeouido).
2001-es megnyitása óta az Incshoni (Incheoni) nemzetközi repülőtér (Jongdzsong (Yeongjong)-sziget, Incshon (Incheon)) lényegesen megváltoztatta a Kimpho (Gimpo) szerepét, ugyanis Incshon (Incheon) fogadja szinte az összes nemzetközi járatot és a helyi járatok nagy részét is, míg Kimpho (Gimpo) eleinte csak a helyi járatokat bonyolította le. Kimpho (Gimpo) forgalma ennek megfelelően először visszaesett, 2011-re azonban nyereséges reptérré lépett elő, mintegy 300 belföldi és 30 külföldi járattal, főleg üzletemberek használják. Járatokat üzemeltet például a Haneda nemzetközi repülőtérre, valamint a Sanghaj Hungcsiao (Shanghai Hongqiao) nemzetközi repülőtérre, de Pekingbe, Oszakába és Nagojába is indulnak innen repülőgépek.
Az Incshoni (Incheoni) nemzetközi repülőteret 2005 óta 2014-ig a Nemzetközi Repülőterek Tanácsa minden évben megválasztotta a világ legjobb repülőterének. Ázsia nyolcadik legforgalmasabb repülőtere volt 2013-ban, teherforgalmát tekintve pedig a negyedik. Mindkét repülőteret meg lehet közelíteni tömegközlekedéssel, Kimphót (Gimpót) az 5-ös és a 9-es metróval és az AREX reptéri metróval, Incshon (Incheon)t pedig az AREX vonal mellett KTX nagysebességű vasúttal is.